# Cropia hadenoides
Cropia hadenoides là một loài bướm đêm trong họ Noctuidae.